# Concetto primitivo
Un concetto primitivo (o nozione primitiva) in molte presentazioni matematiche, indica un concetto che, per la propria semplicità ed intuitività, si rinuncia a definire mediante termini e concetti già definiti all'interno di un sistema formale, e che al contrario si sceglie di sfruttare per formulare la definizione di altri concetti; pertanto un concetto primitivo si accetta senza spiegazioni perché il suo significato è ovvio.
In molte esposizioni della teoria degli insiemi, l'insieme stesso è considerato un concetto primitivo. Infatti è pressoché impossibile darne una definizione che non ricorra a impegnative nozioni della logica matematica senza usare termini come lista, complesso di, aggregato, raggruppamento, ecc. che, in realtà, non sarebbero altro che sinonimi di tale concetto.
Anche molte esposizioni della geometria fanno riferimento a entità fondamentali che svolgono il ruolo dei concetti primitivi. Nella geometria euclidea sono il punto, la retta e il piano; questi di solito vengono suggeriti passando da una visione di entità sensibili ad una visione immaginativa con un processo di idealizzazione che conduce ad entità formali con il ruolo di modelli delle corrispondenti sensibili.
Per esempio il concetto di punto viene suggerito dall'osservazione di un granello di sabbia o dalla punta di uno spillo; il concetto di retta da un sottile filo di seta o da un raggio di luce; il concetto di piano dalla superficie tranquilla di uno specchio d'acqua.

## Assiomatizzazione delle teorie e concetti primitivi
In un sistema assiomatico si danno due tipi di oggetti "fondamentali":
1. dei "concetti non definiti", detti appunto concetti primitivi, i quali sono considerati noti a priori;
2. degli "enunciati non dimostrati", detti assiomi del sistema, i quali sono considerati veri a priori.

Mettendo assieme i "concetti non definiti" con gli "enunciati non dimostrati" si ottiene il fondamento di un sistema deduttivo, il "punto di partenza" da cui ricavare tutti gli altri teoremi e concetti.
Nessuna teoria, tuttavia, nasce direttamente come sistema assiomatico rigoroso e formale, ma in molti casi si sviluppa per lungo tempo a partire dalla intuizione di alcuni concetti fondamentali ritenuti noti e di alcune loro relazioni che si assumono come fondamentali, anche grazie a loro caratteristiche di intuitiva evidenza. Ad esempio si può cominciare a parlare di "insieme" dando per scontato che tutti sappiano intuitivamente che cosa è un insieme, dal momento che se si parla dell'"insieme degli esseri umani" o dell'"insieme delle balene" tutti possono concordare sulle caratteristiche dell'entità di cui si sta parlando. Quando poi questi concetti non siano già noti intuitivamente, si ricorre ad alcuni semplici esempi, fidando che gli interlocutori possano ricavare intuitivamente il significato del termine, anche quando esso non venga definito in modo esplicito.
A mano a mano che la teoria viene sviluppata, il problema di spiegare "che cosa sono" quegli oggetti considerati fondamentali e intuitivamente noti si fa sempre più pressante. Ciò accade per diverse ragioni:
- per venire incontro a delle domande filosofiche sui fondamenti della teoria che si sta costruendo, dal momento che può sembrare insoddisfacente ricorrere a una cosa vaga come l'intuizione per fondare una disciplina;
- perché diversi "addetti ai lavori" possono non trovarsi d'accordo su un'affermazione o su un risultato, e rendersi conto che ciò è dovuto al fatto che attribuiscono significati diversi allo stesso termine, sicché si pone il problema di stabilire quale sia il significato "giusto";
- ma soprattutto perché ad un certo punto può capitare di imbattersi in dei casi del tutto singolari, nei quali l'intuizione sembra venire a mancare o diventare fallace, come quando vengono formulati dei "paradossi".

Quest'ultimo caso, quello della comparsa dei "paradossi" è uno dei momenti in cui la sensibilità filosofica di chi cerca i "fondamenti" si incontra con la sensibilità scientifica di chi cerca di sviluppare delle "conoscenze". Finché il matematico o lo scienziato riescono a dimostrare teoremi e scoprire relazioni precedentemente ignote, possono trascurare di porsi delle domande come: "Che cosa è un insieme?" o "Che cosa è un numero?". Quando però il loro modo di procedere porta a dimostrare un'affermazione ed anche l'affermazione contraria, allora la disciplina sembra precipitare nel vuoto, e diventa impellente cercare di rispondere a quelle domande. Si tratta di fasi di grande crisi ma anche di crescita, perché gli "addetti ai lavori" sono costretti a confrontarsi fra di loro sui significati dei termini che usano per addivenire a delle affermazioni condivise e intersoggettive, e sono anche costretti a interrogare se stessi e la propria disciplina, ponendosi domande che difficilmente si sarebbero poste se non avessero dovuto affrontare un evento critico.
Nel momento in cui ci si comincia a porre domande sul significato dei termini fondamentali, considerati primitivi e noti per intuizione, si prova un grande disorientamento, legato alla sensazione di star precipitando in dei circoli viziosi. Ad esempio se si cerca di rispondere alla domanda: "Che cosa è un numero?", si resta interdetti, e nell'abbozzare una qualunque risposta ci si accorge di star usando dei concetti, come "quantità" o "pluralità", che a loro volta rimandano al concetto di "numero". Parimenti se si cerca di rispondere alla domanda: "Che cosa è un insieme?", qualunque risposta si tenti di dare nominerà una "collezione", o una "molteplicità", o qualche altro concetto che alla fine, se indagato, mostrerà di rimandare a quello di insieme, cioè al concetto che si intendeva definire. Un altro concetto che sembra essere irriducibile è quello di "successione": se si cerca di dire che cos'è una successione ci si ritrova puntualmente a parlare di "elenco" o "lista", o "sequenza", o altri concetti simili, che alla fine rimandano all'idea di disporre una... successione di oggetti in modo ordinato, uno di seguito all'altro.
A questo punto si crea una situazione singolare: quei concetti che se affidati alla intuizione sembravano essere noti ed evidenti a chiunque, o facilmente illustrabili a chiunque sulla base di pochi semplici esempi, sono gli stessi concetti che si dimostrano estremamente refrattari a lasciarsi definire a partire da altri concetti più fondamentali. Questi concetti fondamentali mostrano di avere quasi una duplice natura: risultano "intuitivamente facili" e "rigorosamente difficili", sicché quando si voglia impostare in modo rigoroso un concetto che l'intuizione acquisisce in modo immediato come "evidente", ci si trova di fronte a problemi filosofici profondissimi. Si ha la netta impressione di essere arrivati davvero alle colonne d'Ercole delle definizioni, e che qualunque tentativo di andare oltre sia destinato a fallire. D'altra parte se anche si trovasse il modo di ricondurre questi concetti a qualche altro concetto più fondamentale, o di ricondurre tutti i concetti fondamentali a uno solo (cosa che, con qualche difficoltà, è effettivamente possibile), resterebbe comunque il problema di definire quell'ultimo concetto fondamentale, il quale non potrebbe essere ricondotto a nessun altro concetto senza innescare una sorta di circolo vizioso.
Dunque da una parte si deve rinunciare a definire qualunque concetto sulla base di qualche altro concetto, ma allo stesso tempo ci si trova a dover affrontare dei problemi che impongono ciò che verrebbe da chiamare una "definizione rigorosa" di quei concetti.

## Definizione esplicita e implicita
Nella situazione di stallo descritta sopra, anche il matematico o lo scienziato sono costretti, magari loro malgrado, ad improvvisarsi filosofi, ed a chiedersi che cosa si debba intendere per definizioni, in che cosa debba consistere la risposta alla domanda "che cosa è?", o quando si possa dire di aver detto il "significato" di un termine. Tutte queste domande hanno qualcosa in comune, poiché ciò che si sta cercando di fare è di "definire la definizione", o di dire "l'essenza dell'essere", o di spiegare il "significato di significato'".
In questi problemi il filosofo ci può passare anche tutta la vita, poiché in fondo è il suo mestiere, ma il matematico o lo scienziato in qualche modo hanno bisogno di venirne fuori, e una maniera di venirne fuori è "agire": imboccare una certa strada e percorrerla, senza cercare preventivamente di dimostrare che è quella "giusta", ma lasciandosi condurre da essa.
Questo è ciò che fece, ad esempio, David Hilbert, quando trovandosi nella impossibilità di ricondurre i concetti fondamentali della geometria ("punto", "retta", "giacere fra", eccetera) e nella esigenza di riformulare i postulati della geometria in modo rigoroso, con una buona dose di spregiudicatezza rinunciò a priori a qualunque tentativo di definire quei concetti in modo "esplicito", e si limitò a costruire un sistema assiomatico che "funzionasse", ovvero che fosse in grado di dimostrare teoremi geometrici, coprendo tutte le possibili domande della geometria e senza mai produrre delle contraddizioni.
Compiuta questa impresa, Hilbert sostenne che il sistema assiomatico, per il semplice fatto di "funzionare", ovvero di poter rispondere con coerenza e completezza alle domande che si potevano porre su quei concetti fondamentali, in qualche modo era in grado di "definire" quei concetti. Non si trattava però di una definizione esplicita, come quella che si dà quando un concetto viene esplicitamente ricondotto ad un altro, ma di una definizione implicita.
Così secondo Hilbert quando si affronta il problema dei fondamenti si trova una stretta relazione fra i "concetti non definiti" e gli "enunciati non dimostrati", che a sua volta è legata alla stretta relazione esistente fra dimostrazioni e definizioni. Presi separatamente gli uni e gli altri sembrano destinati ad essere fondati sul nulla, ma messi assieme costituiscono una struttura in grado di "funzionare", sicché si ha l'impressione che i concetti fondamentali e gli assiomi siano in grado, in un certo senso, di fondarsi reciprocamente.
L'approccio spregiudicato di Hilbert, che dopo secoli di dispute filosofiche tagliava il nodo gordiano della definizione dei concetti con un colpo secco e un fatto compiuto, suscitò ampie controversie. Anche lo stesso Frege, che pure era uno dei padri dell'assiomatizzazione, contestò il lavoro di Hilbert sostenendo come una teoria costruita in modo rigoroso non potesse utilizzare termini il cui significato non fosse stato preventivamente spiegato in modo esauriente e rigoroso. Frege sosteneva, insomma, che le definizioni dovessero dare i "significati", e che gli assiomi dovessero dire delle "verità", e che non fosse ammissibile che un sistema assiomatico potesse "autofondarsi" senza cercare i propri fondamenti in un qualche "stato di cose" esterno ad esso, a cui fare riferimento.
Questa è appunto la caratteristica principale del metodo adottato da Hilbert per costruire un sistema assiomatico: il sistema risulta chiuso in sé stesso, autoreferenziale, autonomamente capace di provare di essere "vero", per il semplice fatto di essere autoconsistente e completo, cioè di saper rispondere a tutte le domande che è in grado di porsi e di non rispondere mai in modo contraddittorio. E tutto questo senza mai dover uscire da sé per fare riferimento a qualche realtà esterna, una realtà costituita da oggetti che sarebbero i "significati" dei termini, e da stati di fatto che corrisponderebbero alla "verità" degli assiomi e dei teoremi via via dimostrati.
Ci sono due grandi critiche che si possono muovere a questo approccio, ed entrambe sono state ampiamente avanzate e anche dibattute per tutto il corso del XX secolo e fino ad oggi:
- a prescindere dal fatto che quella teoria riesca effettivamente ad autofondarsi, si può considerare del tutto priva di senso o di utilità una teoria che non faccia riferimento ad una qualche realtà esterna, ad uno "stato di cose" da descrivere;
- si può seguire la strada imboccata da Hilbert per andare fino in fondo, portarla alle sue estreme conseguenze, e vedere se un sistema assiomatico può effettivamente rispondere a tutte le domande che è capace di porsi senza mai produrre delle contraddizioni.

Questo secondo problema è quello che si è posto Kurt Gödel, dimostrando i suoi famosi teoremi di incompletezza che sembrano pregiudicare irrimediabilmente la possibilità di costruire sistemi assiomatici fondati unicamente su sé stessi e riferiti unicamente a sé. Non tutti ritengono però che i teoremi di Gödel abbiano dimostrato l'impossibilità del progetto di Hilbert, e la questione rimane ancora aperta.
Oggi la matematica sta affrontando di nuovo il problema dell'"autofondazione". Il dibattito si è aperto sulla teoria delle categorie, la quale mette in campo un imponente apparato teorico il cui scopo ultimo sembrerebbe quello di rendere la meta-matematica (cioè qualunque "discorso sulla matematica", e dunque anche qualunque discorso atto a "fondare" la matematica) un fatto algebrico. In questo modo la matematica verrebbe ad essere la disciplina delle discipline, l'unica in grado di autofondarsi, e, come tale, anche la disciplina su cui tutte le altre dovrebbero essere fondate. La matematica, insomma, prenderebbe il posto che Aristotele avrebbe voluto assegnare alla metafisica, ovvero quella disciplina che avrebbe dovuto dire "l'essenza dell'essere", così come - dopo la "svolta linguistica" - la semiotica pensò di poter dire il "significato di 'significato'".